# Прадос-Редондос
Прадос-Редондос (ісп. Prados Redondos) — муніципалітет в Іспанії, у складі автономної спільноти Кастилія-Ла-Манча, у провінції Гвадалахара. Населення — 109 осіб (2010).
Муніципалітет розташований на відстані близько 170 км на схід від Мадрида, 120 км на схід від Гвадалахари.
На території муніципалітету розташовані такі населені пункти: (дані про населення за 2010 рік)
- Альдеуела: 9 осіб
- Чера: 19 осіб
- Праділья: 34 особи
- Прадос-Редондос: 47 осіб

## Демографія
Динаміка населення (INE ):

## Галерея зображень

Розташування муніципалітету у провінції Гвадалахара